# Дідан-е-Аля
Дідан-е-Аля (перс. دیدان علیا) — село в Ірані, входить до складу дехестану Барандуз у Центральному бахші шахрестану Урмія провінції Західний Азербайджан.